# 1534

## Събития
- 23 март – Папа Климент VII обявява за отлъчен от църквата английския крал Хенри VIII заради желанието му да се разведе с Катерина Арагонска.
- 25 април – Основан от Франсиско Писаро е град Хауха в Перу, смятан за "първата столица на Перу" до основаването на Лима.
- 10 май – Френския изследовател Жак Картие пристига в Нюфаундленд, Канада.
- 9 юни – Жак Картие става първият европеец, видял река Сейнт Лорънс.
- 15 август – Основан е град Риобамба в Еквадор.
- 9 септември – Испанският крал Карлос I и папа Климент VII превръщат храма в Мексико Сити в катедрала.
- 6 декември – Над 200 испански заселници, водени от конкистадора Себастиан де Белалкасар, основават град Кито в Еквадор.

## Починали
- 5 март – Антонио да Кореджо, италиански художник